# Ras Laksar
Ras Laksar (franska: Ras Laksar (CR), Ras Laksar (Commune Rurale), arabiska: بني فغلوم) är en kommun i Marocko.   Den ligger i provinsen Guercif och regionen Oriental, i den nordöstra delen av landet, 280 km öster om huvudstaden Rabat. Antalet invånare är 10 708.